# Vilim
Vilim ist in mehreren slawischen Sprachen eine Variante des Vornamens Wilhelm.

## Bekannte Namensträger
- Vilim Feller alias William Feller (1906–1970), kroatischer Mathematiker der Wahrscheinlichkeitstheorie
- Vilim Harangozo (1925–1975), jugoslawischer Tischtennisspieler
- Vilim Vasata (1930–2016), kroatischer Unternehmer und Autor